# العلاقات الآيسلندية الفانواتية
العلاقات الآيسلندية الفانواتية هي العلاقات الثنائية التي تجمع بين آيسلندا وفانواتو.

## مقارنة بين البلدين
هذه مقارنة عامة ومرجعية للدولتين:
| وجه المقارنة                                              | آيسلندا          | فانواتو                                  |
| --------------------------------------------------------- | ---------------- | ---------------------------------------- |
| المساحة (كم2)                                             | 103.00 ألف       | 12.19 ألف                                |
| عدد السكان (نسمة)                                         | 317.35 ألف       | 276.24 ألف                               |
| الكثافة السكانية (ن./كم²)                                 | 3.08             | 22.66                                    |
| العاصمة                                                   | ريكيافيك         | بورت فيلا                                |
| اللغة الرسمية                                             | اللغة الآيسلندية | اللغة البسلاما، لغة فرنسية، لغة إنجليزية |
| العملة                                                    | كرونة آيسلندية   | فاتو فانواتي                             |
| الناتج المحلي الإجمالي (بليون دولار)                      | 23.91 مليار      | 862.88 مليون                             |
| الناتج المحلي الإجمالي (تعادل القوة الشرائية) بليون دولار | 15.79 مليار      | 790.76 مليون                             |
| الناتج المحلي الإجمالي الاسمي للفرد دولار أمريكي          | 50.17 ألف        | 2.81 ألف                                 |
| الناتج المحلي الإجمالي للفرد دولار أمريكي                 | 46.55 ألف        | 3.03 ألف                                 |
| مؤشر التنمية البشرية                                      | 0.899            | 0.594                                    |
| رمز المكالمات الدولي                                      | +354             | +678                                     |
| رمز الإنترنت                                              | .is              | .vu                                      |
| المنطقة الزمنية                                           | 00، أوروبا/لندن ‏ | ت ع م+11:00                              |

## منظمات دولية مشتركة
يشترك البلدان في عضوية مجموعة من المنظمات الدولية، منها:
| علم المنظمة | اسم المنظمة                        | تاريخ انضمام آيسلندا | تاريخ انضمام فانواتو |
| ----------- | ---------------------------------- | -------------------- | -------------------- |
|             | يونسكو                             | 8 يونيو 1964         | 10 فبراير 1994       |
|             | مؤسسة التمويل الدولية              | 20 يوليو 1956        | 28 سبتمبر 1981       |
|             | منظمة حظر الأسلحة الكيميائية       | ?                    | ?                    |
|             | مؤسسة التنمية الدولية              | 19 مايو 1961         | 28 سبتمبر 1981       |
|             | منظمة التجارة العالمية             | ?                    | ?                    |
|             | وكالة ضمان الاستثمار متعدد الأطراف | 25 سبتمبر 1998       | 27 يوليو 1988        |
|             | الاتحاد البريدي العالمي            | ?                    | ?                    |
|             | الاتحاد الدولي للاتصالات           | 1 أكتوبر 1906        | 30 مارس 1988         |
|             | الأمم المتحدة                      | 19 نوفمبر 1946       | 15 سبتمبر 1981       |
|             | البنك الدولي للإنشاء والتعمير      | 27 ديسمبر 1945       | 28 سبتمبر 1981       |
|             | المنظمة الهيدروغرافية الدولية      | ?                    | ?                    |

## وصلات خارجية
- موقع وزارة الخارجية الآيسلندية